# Hochwasserrückhaltebecken Eicherscheid
Das Hochwasserrückhaltebecken Eicherscheid ist ein Hochwasserrückhaltebecken des Erftverbandes an der oberen Erft in Bad Münstereifel, Stadtteil Eicherscheid, im Kreis Euskirchen in Nordrhein-Westfalen.
Das etwa 3 km südlich von Bad Münstereifel gelegene Rückhaltebecken schützt die Städte Bad Münstereifel und Euskirchen. Der Staudamm ist vom Großen Erftverband geplant worden. Er schafft einen Stauraum von rund 900.000 m³. Dieser reicht aus, um das in 100 Jahren einmal zu erwartende Hochwasser aufzufangen. Als Höchstmenge werden 7 m³/s aus dem Becken abgelassen. So wird ein maximaler Hochwasser-Zulauf zum Becken von bis zu 42 m³/s um rund 35 m³/s verringert.
Damit das Becken im Falle eines Hochwassers mit seinem gesamten Stauraum zur Verfügung steht, werden im Dauerstau nur 30.000 m³ von 900.000 m³ Speicherraum gefüllt. Die kleine Wasserfläche ist aus betrieblichen Gründen ständig eingestaut. 
Als Hochwasserentlastung wurde ein Hangüberfallbauwerk gebaut.
Im Rahmen der Flutkatastrophe in West- und Mitteleuropa im Juli 2021 wurde am Hochwasserrückhaltebecken Eicherscheid das sogenannte höchste Stauziel überschritten. Mit einer Zuflussmenge von 130 m³/s wurde mehr als das doppelte des „Zehntausendjährlichen Hochwassers“ erreicht. Am 14. Juli 2021 um 20:30 Uhr wurde das höchste Stauziel erreicht und anschließend überschritten. Um 21:45 Uhr betrug der Abstand des Wasserspiegels im Becken zur Dammkrone (Freibord) noch 40 cm. Erst um 23:30 Uhr wurde das höchste Stauziel wieder unterschritten.

## Freizeit
Der kleine Stausee des Rückhaltebeckens ist beliebt bei Anglern und Erholungssuchenden. Im Sommer sind viele Wasservögel zu beobachten, und am Ufer kann man Picknick machen.